# Mary Edwards
Mary Edwards (c. 1750 – 1815) foi uma computadora humana no feitio do the British Nautical Almanac e uma das poucas mulheres pagas diretamente pelo Board of Longitude, e cujo ganha-pão veio do seu trabalho científico na época.
Ela era uma dos 35 computadores humanos que calcularam a posição do sol, lua e planetas em diferentes momentos do dia para almanaques náuticos usados na navegação.
Edwards foi apresentada ao projeto do almanaque e a  Nevil Maskelyne através de seu marido. John Edwards (c 1748–1784) trabalhou no projeto para suplementar a renda da família de 1773 até a sua morte em 1784. Foi revelado que Mary havia feito a maior parte dos cálculos quando ela escreveu para Maskelyne pedindo para continuar trabalhando para sustentar a si e à suas filhas, após o falecimento de seu esposo.
Conforme o tempo foi passando, a sua reputação de confiável e precisa lhe rendeu mais trabalhos. Ela continuou a trabalhar até a sua morte em 1815. A sua filha, Eliza (1779-1846), também trabalhou como computadora, inicialmente ajudando e depois independentemente até a morte de sua mãe, em 1815. Ela continuou no projeto do Almanaque Náutico até 1832, quando o trabalho de computação foi centralizado em Londres.